# 富裕正洁寺
富裕正洁寺，蒙古语称“乌勒木吉·特古斯·巴雅斯古朗图·查干黑德”，俗称大庙，简称“黑硕黑德”（意为“旗寺”）。是原杜尔伯特旗的旗寺。位于今黑龙江省大庆市杜尔伯特蒙古族自治县一心乡胜利村小林科屯。是一座藏传佛教格鲁派寺院。

## 历史
富裕正洁寺始建于清朝康熙二十三年（1684年），寺址始终在旗王府附近。最初，该寺建于多克多尔山东麓的乎钦艾勒（即今马场屯附近），当时旗王府也位于多克多尔山附近。后来，旗王府迁至新店林场北岗，称“贝子府”，旗寺也随之迁至旗王府西南7.5公里的沙岗上。清朝咸丰年间，旗王府迁至巴彦查干屯，旗寺迁至距离旗王府9公里的乌勒吉特和莫屯（即今大庙屯）。
原来的富裕正洁寺由一寺、二仓、七庙、一塔组成。一寺即富裕正洁寺；二仓为喇嘛仓、昭音仓；七庙为活佛庙、千佛庙、蒙和玛尼庙、三努图克庙、五努图克庙、七努图克庙、迭日额赫庙；一塔为舍利塔。整个建筑群的占地总面积达30万平方米。
- 富裕正洁寺：位于庙群的中央，是整个建筑群的核心，坐北朝南，独门独院，南北长120米，东西宽60米，占地面积7200平方米。[1]
  - 影壁：大门外对着大门正门有一堵彩绘影壁。影壁前立有一根旗杆。旗杆两侧的一松一柏，至今尚存。[1]
  - 大门：为穿堂殿，内供四大天王，四大天王脚下各踩有一个鬼怪。[1]
  - 藏式白塔：从大门通往正殿的青砖路中间，即正殿前的庭院中央，有一座藏式白塔。[1]
  - 正殿：为二层阁楼，廊檐式，前廊有四个朱红色的大圆柱。正殿内供奉释迦牟尼、宗喀巴、阿尤希、阿日亚宝勒等佛像。正殿左右两厢各有殿。正殿前有3个台阶，每阶有33级，共计99级。台阶两侧为两个大理石雕成的狮子。[1]
  - 法轮阁：正殿所在院落内的东南角、西南角，各有一座法轮阁。[1]
  - 小角门：四座。大门两侧以及东、西院墙偏北处，各有一座小角门。[1]

富裕正洁寺鼎盛时旗，喇嘛曾达到500余人。该寺喇嘛的主要日常活动为诵经，佛经多为蒙古文，也有少量为藏文。该寺每年举办8次大型经会，诵经90天，此外每年农历正月初七日、六月十四日还举办“查玛”会。有的喇嘛还到附近的村屯，为民众念太平经，为亡人超度、祭敖包，为病人作“查勒莫”（类假占卜）等等。
1947年实行土地改革时，以破除迷信为理由，除了富裕正洁寺的主殿之外，其他殿宇及墙垣被全部拆除。1968年，巴彦查干公社革命委员会将仅存的主殿拆除。
2006年5月，应大庆市人民政府、大庆市宗教局、大庆市佛教协会的邀请，经四川省宗教局同意，第四世夏坝活佛兼任大庆富裕正洁寺住持。2006年6月1日，第四世夏坝活佛正式出任富裕正洁寺住持。经夏坝活佛及黑龙江省、大庆市、杜尔伯特蒙古族自治县有关领导及佛教界人士的努力，夏坝活佛在一心乡小林科屯西岗上异地重建该寺，新建的该寺占地面积50000多平方米。经过三年的不断建设，2008年10月已初具规模，三座大殿已基本完工，主殿共有五层，左、右偏殿均共有三层，为木石建筑。主殿的佛像已经落座。还建成了寺院围墙1100米，僧人宿舍楼一座，锅炉房一座，其余建筑尚在筹建中。2010年7月，对主殿及左、右偏殿的屋顶进行了贴金，三座建筑自此金碧辉煌。

## 建筑
目前，富裕正洁寺的主要建筑为主殿及左、右偏殿。
主殿一层是大经堂，大经堂正面供奉着七尊佛像，其中中间的释迦牟尼两侧还随侍有目犍连（位于释迦牟尼左手）、舍利弗（位于释迦牟尼右手）。七尊佛像中，释迦牟尼右手边由近及远依次为克珠杰、宗喀巴、贾曹杰，释迦牟尼左手边由近及远依次为四臂观音、文殊菩萨、金刚手菩萨。大经堂内场地宏阔，是平时僧众誦经之所。
主殿二层南侧设有觉沃殿，中央主供觉沃佛（多闻如来），其右手边由近及远供奉着尊胜佛母、绿度母、白度母，左手边由近及远供奉着金刚萨埵、无量寿佛、大白伞盖。
主殿三层阳面小阁楼内，供奉五方佛。
此外，寺内还供奉有过去七佛。